# Тим (приток Северна)
Тим (англ. River Teme) — река в Великобритании.
Протяжённость реки составляет около 130 км. В настоящее время коммерческая навигации по реке отсутствует. Впадает в реку Северн к югу от Вустера. 16-я по длине река Великобритании. Река используется для отдыха, и для рыбалки. Река достаточно чистая, в ней водятся выдры.